# Canyon Rim Trail
Le Canyon Rim Trail est un sentier de randonnée du comté de Mesa, dans le Colorado, aux États-Unis. Situé au sein du Colorado National Monument, il relie le Saddlehorn Visitor Center au Bookcliff Shelter, soit l'office de tourisme de cette aire protégée du National Park Service à un abri offrant un point de vue panoramique sur des canyons. Comme les deux bâtiments à ses extrémités, c'est une propriété contributrice au Colorado National Monument Visitor Center Complex, un district historique inscrit au Registre national des lieux historiques depuis le 15 juillet 2003.